# Dueré
Dueré is een gemeente in de Braziliaanse deelstaat Tocantins. De gemeente telt 4.618 inwoners (schatting 2009).